# Javier de la Rosa
Francisco Javier de la Rosa Martí (Barcelona, 29 de septiembre de 1947) es un abogado, empresario y financiero español, conocido por estar implicado en los "más sonados escándalos empresariales en la historia de España": caso Tibidabo, caso Torras y caso KIO. En 2016, su nombre apareció en los Papeles de Panamá.

## Biografía

### Familia
Su padre, Antonio de la Rosa, fue un conocido abogado del Estado y empresario durante el franquismo, acusado por el caso Zona Franca, el mayor caso de corrupción más importante del postfranquismo en Cataluña. En el juicio se demostró que Antonio de la Rosa organizó un desfalco al erario que rondó los 1.230 millones de pesetas. Estuvo en paradero desconocido más de veinte años.
Asimismo, Javier de la Rosa es padre de Gabriela y Javier de la Rosa Misol, imputados en el caso Pujol por haber recibido, junto con Oleguer Pujol, 11,5 millones de euros de comisiones por interceder una operación de compraventa de oficinas del Banco Santander en 2007.Según los Papeles de Panamá, también se sirvieron de una sociedad encubierta de Islas Vírgenes para recibir 2,45 millones de euros en comisiones por intermediar en la venta de oficinas del banco Sabadell en 2010.

### Trayectoria
Javier de la Rosa estudió derecho en la Universidad de Barcelona y posteriormente realizó un máster en dirección de empresas en el IESE de Barcelona.En 1971 ingresó en el Banco Pastor como adjunto a la dirección. Posteriormente pasó por el Banco Urquijo, antes de incorporarse al Banco Español de Crédito (Banesto), donde se ganó la confianza del presidente, Pablo Garnica Mansi, que en 1976 le nombró director general del Banco Garriga Nogués, filial de Banesto en Cataluña. Su etapa al frente de la entidad finalizó en 1986, cuando estalló un escándalo financiero, al hacerse público un agujero de casi 100 000 millones de pesetas.
De la Rosa apareció en 2016 en los Papeles de Panamá, según los cuales cobró 2,4 millones en Guernsey por la venta de las oficinas del banco Sabadell.

## Casos y condenas

### Caso KIO / Caso Torras
Según la acusación, el conglomerado Kio, y su filial española Torras, perdieron 967 millones de dólares (759,5 millones de euros) a causa de los desvíos de capital realizados, aunque los acusados (De la Rosa, Jorge Núñez Lasso de la Vega, Miguel Soler y Manuel Prado y Colón de Carvajal, entre otros) sólo han devuelto 223 millones de dólares (175,1 millones de euros).
El escándalo llevó a una suspensión de pagos del grupo KIO (Kuwait Investments Office) en España de unos 300.000 millones de pesetas (1.800 millones de euros). De la Rosa fue condenado a cinco años de cárcel por apropiarse de 375 millones de euros de KIO y su filial española, Grupo Torras entre 1989 y 1992. En una grabación de 2014, filtrada en 2015, de la Rosa señalaba que «esos fondos realmente se pagaron a varios partidos políticos durante la guerra de Kuwait».
De la Rosa estuvo condenado en tercer grado en el Centro Penitenciario Brians, Cataluña. Después, en 1992, fue trasladado de la cárcel modelo de Barcelona, en la que fue retratado, poniendo en peligro su integridad, a la prisión Alcalá Meco de Madrid, donde compartió módulo con Mario Conde. El 2006, el juez amplía su condena a seis años de cárcel por el caso KIO.

### Caso Tibidabo
Tras su paso por el Grupo Torras, De la Rosa se hizo cargo de Grand Tibidabo. Se le acusó por la descapitalización, estimada en 10.000 millones de pesetas. De la Rosa afirmó en los juzgados que entre 1991 y 1994 se apropió de un equivalente a 68 millones de euros, lo que ocasionó la pérdida de los ahorros de 10.000 pequeños accionistas. La Audiencia de Barcelona le condenó a tres años por apropiación indebida y le absolvió de delito fiscal.Como tenía antecedentes penales (caso KIO / Torras), no pudo eximirse de entrar en prisión. 

### Caso Hacienda
Después de 20 años de litigio, en el verano de 2011 fue absuelto por la Audiencia de Barcelona del caso Hacienda. La absolución del caso Hacienda zanjó los pleitos pendientes que De la Rosa tenía con la justicia.
De la Rosa, también está involucrado en un fraude fiscal por la venta de acciones de Tele 5 y una estafa a su amigo Lorenzo Rosal.

### Relación con el Partido Popular

#### Financiación
De la Rosa declaró ante la juez de la Audiencia Nacional, Teresa Palacios, que entregó a la cúpula del Partido Popular 20 millones de pesetas en 1991. De la Rosa corroboró así una declaración anterior del dirigente catalán del PP Enrique Lacalle en el sentido de que él no recibió dinero de De la Rosa y que las relaciones económicas entre su partido y el financiero se llevaban desde Madrid. El escándalo de la financiación de De la Rosa al PP estalló al conocerse la existencia de unas cartas en las que Lacalle agradecía al financiero sus aportaciones.

#### Defensa mediática del PP a De la Rosa
En torno a 1995, Francisco Marhuenda, entonces jefe de gabinete del ministro para las Administraciones Públicas, Mariano Rajoy, escribió una serie de escritos defendiendo a De la Rosa mientras este estaba en prisión.

[El caso Tibidabo] es una conspiración en la que confluyen fiscales justicieros, periodistas resentidos, políticos con oscuros intereses y otros que quieren esconder sus vergüenzas.
Francisco Marhuenda

### Revelación de grabaciones: financiación de CiU, el PP y acusaciones a personalidades
En septiembre de 2014, el joven y posible agente del CNI, Francisco Nicolás Gómez Iglesias, grabó una conversación entre él y De la Rosa en el hotel Meliá Castilla de Madrid, conversación que posteriormente fue incautada tras la detención por la Policía Nacional de Gómez Iglesias un mes después. Según la información proporcionada por los medios de comunicación en abril de 2015, cuando salió a la luz la grabación, Gómez Iglesias se presentó a De la Rosa como un enviado de la Vicepresidencia del Gobierno (el CNI dependía de Vicepresidencia por entonces).
En la conversación Javier de la Rosa explicó como entidades bancarias, entre las que citaba a Banesto, Banco Central y KIO —aunque también a Ferrovial (ver Caso Palau), ACS, FCC, pagaban grandes sumas de dinero al partido político catalán Convergència, por entonces presidido por Jordi Pujol y cuyo tesorero era Miquel Roca, con el fin de que el partido intentara frenar el independentismo catalán. De la Rosa declaraba que entre 1980 y 1995, él mismo entregó en el despacho de Pujol dinero y cheques por valor de 4500 millones de pesetas procedentes de sociedades (27 millones de euros):

Le llevaba por la noche el dinero en efectivo a su despacho (...) Que lo bajaba por la puerta de atrás, como pone en el informe, por una escalerilla al coche y le metía los cheques en los bolsillos, delante de Alavedra, por ejemplo. Cientos y cientos y cientos, hasta sumar 1.400 millones para él personalmente, al margen de otros 4.500 más para Convergencia.

De la Rosa contaba que Jordi Pujol, protegido por los Mozos de Escuadra (la policía autónoma catalana, de cuyo gobierno fue él presidente) entregaba en Madrid dinero a Arturo Fassana, un bróker que más tarde estuvo implicado en varios casos de corrupción y que blanqueaba el dinero de Francisco Correa Sánchez, cabecilla del Caso Gürtel, una red de corrupción política vinculada al Partido Popular (PP) y de Gao Ping, un ciudadano chino implicado en el Caso Emperador por numerosos delitos económicos. Según De la Rosa, Fassana guardaba también 300 millones pertenecientes al entonces Rey de España, Juan Carlos I. También desvelaba que Jordi Pujol hacía pagos mensuales al político catalán del PP, Jorge Fernández Díaz, que en el momento de salir estas declaraciones a la luz era Ministro del Interior del Gobierno de España. En cuanto al célebre Caso KIO, protagonizado por una filial del Kuwait Investment Authority (KIA), el fondo soberano de inversión de Kuwait, señaló la implicación del rey Juan Carlos I y estimaba que la familia Pujol tenía un patrimonio oculto de entre 130 y 180 millones de euros. De la Rosa explicaba que la inhabilitación años atrás del juez Baltasar Garzón se debía realmente a que durante una de sus investigaciones se había topado por casualidad con una de las cuentas que utilizaba la trama descrita:

Todo esto es un círculo  que si se explica todo, explota todo, incluido el rey (...) A Garzón se lo cargaron por esto, no por nada más, y lo sabrá tu vicepresidenta mejor que yo. Se fue a por él a través de Peláez porque Garzón había tocado sin querer una tecla, como un elefante en una cacharrería, y había entrado en la cuenta de Soleado, que es una cuenta genérica, no específica. Es una cuenta de paso, por la cual ha pasado toda España, todos los catalanes, todos los de Madrid. Pidió a la fiscalía que bloqueara todas sus cuentas y ahí está el dinero de éste, del rey, de los Pujol, de Agag...

Javier de la Rosa también cargaba contra el expresidente José María Aznar y el antiguo Ministro de Economía y Director del FMI, Rodrigo Rato, por ser quienes desviaban dinero a cuentas suizas procedentes de cuentas del banco Seguribank. De la Rosa decía textualmente: 

Él sabe [refiriéndose a Cristóbal Martell] perfectamente que todos habían colaborado ahí. Porque lo enviaban a una cuenta mía en Suiza. Del Partido Popular se llevaban el dinero Aznar y Rato de aquí, de la sucursal del Seguribank, y me hicieron hacer vídeos de esos… porque no se lo creían. Iban a las ocho y media de la mañana Rato, su hermano, Aznar a coger maletas con efectivo.

De la Rosa decía que durante las privatizaciones de las grandes empresas del Estado entre la década de 1980 y 1990, el rey obtuvo paquetes de acciones de Endesa, Ence, Abengoa, Telefónica y Repsol. De la Rosa también declaraba haber recibido dinero de Emilio Botín, antiguo presidente del Banco Santander y que toda esta información se podía demostrar gracias a documentación en poder del diario estadounidense The New York Times; en este último caso, De la Rosa explicaba que por esa razón, desmentir la veracidad de la información, Juan Carlos I visitó la redacción de ese periódico en septiembre de 2012 —visita que fue «vendida» por los medios de comunicación como un intento del rey de mejorar la imagen de España.